# Латвийский центр по правам человека
Латвийский центр по правам человека (латыш. Latvijas Cilvēktiesību centrs, до 2005 года — Латвийский центр по правам человека и этническим исследованиям, LCESC) — правозащитная организация в Латвии, основанная в 1993 году. Директор (по состоянию на 2018 год) — Анхелита Каменска. В 1994—2002 гг. Центр возглавлялся Нилом Раймондом Муйжниексом, c 2002 по 2011 год — Илзе Брандс Кехрис. В 2003 году ЛЦПЧ получил первую премию имени Макса ван дер Стула. ЛЦПЧ состоял в Международной Хельсинкской федерации по правам человека.

## Работа Центра
Латвийский Центр по правам человека предоставляет юридическую помощь в случае возможных нарушений прав человека. Каждый может обратиться в Центр с устным или письменным заявлением. Заявления рассматриваются конфиденциально и бесплатно.
Рассмотрев заявление, юристы Центра констатируют факт наличия или отсутствия нарушения прав человека и предоставляет своё заключение и рекомендации.
Юристы Центра стараются достичь  результата, приемлемого для обеих конфликтующих сторон. Если мирное соглашение достичь невозможно, юристы Центра сообщают своё мнение и  вносят предложения, которые имеют рекомендательный характер.